# 马兹罗勒
马兹罗勒（法語：Mazerolles，法語發音：[mazʁɔl]）是法国新阿基坦大区维埃纳省的一个市镇，属于蒙莫里永区。

## 地理
马兹罗勒（46°24'18"N, 0°41'2"E）面积21.25 平方千米，位于法国新阿基坦大区维埃纳省，该省份为法国中西部省份，北起曼恩-卢瓦尔省和安德尔-卢瓦尔省，西接德塞夫勒省，南至夏朗德省，东南接上维埃纳省，东临安德尔省。
与马兹罗勒接壤的市镇（或旧市镇、城区）包括：布雷斯、锡沃、古埃克斯、吕萨克堡、韦里耶尔。

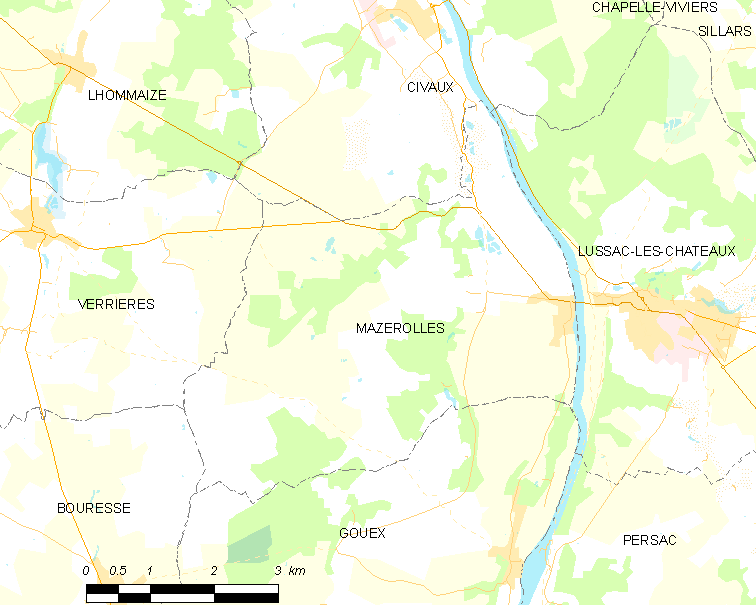
马兹罗勒的OSM定位图

马兹罗勒的时区为UTC+01:00、UTC+02:00（夏令时）。

## 行政
马兹罗勒的邮政编码为86320，INSEE市镇编码为86153。

## 政治
马兹罗勒所属的省级选区为吕萨克堡县。

## 人口

1962-2008年间马兹罗勒人口变化图示

马兹罗勒于2022年1月1日时的人口数量为853人。